# Igor Juzon
Pas d'image ? Cliquez ici

a Compétitions nationales et continentales officielles uniquement.

Igor Juzon, né le 21 mai 1972 à Lyon, est un joueur français de rugby à XV. Il a joué avec plusieurs clubs du Sud-Est au poste d'ailier et de centre.

## Biographie
Igor Juzon a évolué en première division à l'âge de 17 ans mais les blessures ne lui ont pas permis de s'épanouir et après neuf années de première division entre l'US Romans Péage, le RC Toulon et le FC Grenoble, il se consacre à sa famille et à sa nouvelle vie professionnelle. Il est le fondateur avec Bruno Billière de la société Eventeam, agence de communication événementielle  
Igor Juzon fait partie d'une famille de tradition rugbystique puisque son père, international A, a joué pour le CASG Paris, le Valence sportif et l'US Romans Péage. De même, son oncle Bernard Saubesty, international A, a joué pour le CASG Paris, le Racing club de France et l'US Romans Péage et son grand-oncle, Louis Junquas a été capitaine du XV de France. Son autre grand-oncle, Julien Arrieta a été talonneur du Stade français et du XV de France.
Après avoir mis un terme à sa carrière rugbystique à l'âge de 27 ans en raison de blessures, Igor Juzon s'est tourné vers le secteur de la communication événementielle. En 2000, il cofonde l'agence Eventeam avec Bruno Billière, combinant leur expertise respective du sport professionnel et de l'hôtellerie.
Sous la direction d'Igor Juzon, Eventeam s'est rapidement imposée comme un acteur majeur du sport business en France. L'agence a débuté avec des projets liés à des événements sportifs prestigieux tels que Magny-Cours en 2004, Roland-Garros et Bercy en 2005, et la Coupe du monde de rugby à XV 2007. Elle a également collaboré avec des instances sportives telles que la Fédération française de football et le Comité national olympique et sportif français.
En parallèle, Igor Juzon s'investit dans des projets visant à pérenniser des compétitions de haut niveau en France, comme le Giant Open,,. Son engagement pour le développement du sport en tant que secteur économique a été récompensé en 2024, lorsque Eventeam a remporté le Grand Prix de l'ETI dans la catégorie "Économie du Sport", une distinction qui souligne son rôle clé dans l'organisation d'événements majeurs, notamment les Jeux Olympiques d'été 2024. Cette reconnaissance met en avant l'impact économique du groupe dans le domaine du sport et sa capacité à structurer des événements d'envergure.

## Carrière de joueur
- 1980-1990 : US Romans Péage
- 1990-1993 : RC Toulon
- 1993-1994 : FC Grenoble
- 1995-1997 : US Romans Péage

## Palmarès
- Vainqueur du Championnat de France de rugby à XV en 1992 avec le RC Toulon
- Vainqueur du Championnat de France cadet en 1989 avec l'US Romans Péage
- Vainqueur du Championnat de France Gaudermen en 1989 avec l'US Romans Péage